# كأس اليونان 2002–03
كأس اليونان 2002–03 (باليونانية: Κύπελλο Ελλάδος ποδοσφαίρου ανδρών 2002-03)‏ هو الموسم 61 من كأس اليونان. أشرف على تنظيمه الاتحاد الإغريقي لكرة القدم، وكان عدد الأندية المشاركة فيه 52، وفاز فيه نادي باوك.